# 탕현조
탕현조(중국어 정체자: 湯顯祖, 1550년 9월 24일 ~ 1616년 7월 29일)는 중국 명나라 시대 후기의 문관(文官), 극작가, 시인이다.

## 별칭
자(字)는 의잉(義仍)이며 호(號)는 옥명(玉茗), 옥명당(玉茗堂), 왕명당(王茗堂), 해약(海若)이다. 영국의 셰익스피어와 동시대를 살았던 인물로 동양의 셰익스피어로 불리고 있다.

## 생애
장시성(江西省) 임천(臨川)에서 출생하였고 23세 때 시인으로 첫 입문하였다가 이후 33세 때는 진사시에 급제. 난징의 태상박사(太常博士)·예부주사(禮部主事)를 역임했으나 재상을 탄핵하여 좌천되고, 48세 때 관을 물러난 그는 자적함 가운데서 사작(詞作)을 즐기다 세상을 마쳤다.
30세경부터 극작을 시작. <자차기(荊釵記)> <환혼기(還魂記)> <남가기(南柯記)> <한단기(邯鄲記)> 4전기는 이른바 그의 대표 걸작으로서 <임천사몽(臨川四夢)>이라든가 <왕명당사몽(王茗堂四夢)>이라 칭하여 높이 평가되고 애호받았으며, 염려(艶麗)·농후한 관능적 향기에 넘쳐, 명대 곤곡(崑曲) 전기(傳奇)의 대표작으로서 일세를 풍미했다. 사몽(四夢)이란 4편(四篇), 또는 꿈에 유래된 이야기에 연유된다. 그 문체는 희곡적이라기보다 오히려 문학적이었으므로 상연할 때에는 각색이 필요했다.
일반적으로 명대 극작가는 권력 밖에서 고투한 원대 잡극가와는 달리, 관계에서 뜻을 이룬 현관(顯官)이나, 왕족의 여기적(餘技的) 교양에서 나온 것으로, 그 내용은 황당한 신선담, 풍류 문인의 유락 일사(遊樂逸事), 또는 상투적인 재자 가인(才子佳人) 전기 등 문인 취미의 격식 속에 박혀서 사회를 보는 눈이 예리하지 못하고 생기를 결하고 있다. 그러나 가정(嘉靖) - 만력(萬曆)에서 명말에 걸쳐, 중국의 봉건사회가 새로운 단계(이른바 '자본주의'의 맹아기)에 들어서는 시기에 강남(江南) 극계에 등장하여, 계통적으로도 태주학(泰州學)파나 동림당(東林黨) 등, 당시 진보적 문인 그룹과 유대가 깊었던 탕현조의 희곡 작품에는 그 때까지의 재자 가인 전기의 한계를 넘어 개성(個性) 해방, 봉건제 비판이라는 당시의 시대적 과제와 대결한 면도 엿보인다. 그 점은 특히 그의 대표작 <모란정 환혼기>에 가장 집중적으로 표현되고 있다.
<모란정>(牡丹亭) 55장(場)은 남송 시대의 이야기다. 두려랑(杜麗娘)이라는 미소녀가 꿈에 이상적인 남편 유몽매(柳夢梅)와 정을 맺어, 꿈에서 깬 뒤부터는 밤낮을 두고 연모한 끝에 죽어버리나, 3년 후 신의 힘으로 부활하여 청년과 떳떳이 맺어진다는 이야기로 작자의 훌륭한 필치에 의해 일대 로망으로 알려져 있다.

## 저서
탕현조의 문집(文集)으로서는 <옥명당집(玉茗堂集)>이 있다.

## 같이 보기
- 포송령